# 16367 Astronomiasvecia
A 16367 Astronomiasvecia (ideiglenes jelöléssel (16367) 1980 FS4) a Naprendszer kisbolygóövében található aszteroida. Claes-Ingvar Lagerkvist fedezte fel 1980. március 16-án.